# 波多野喜右衛門

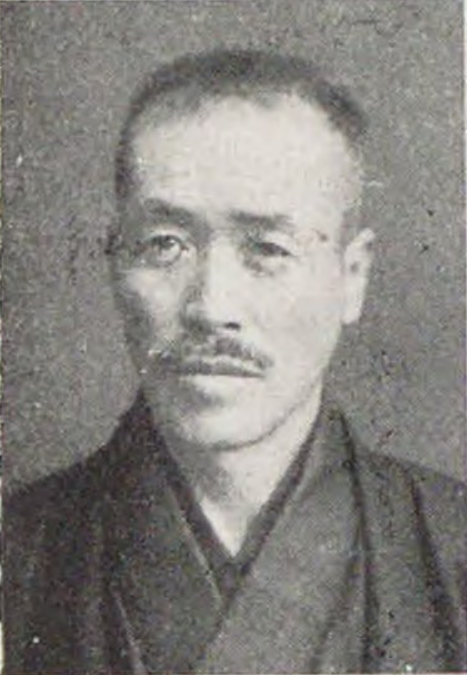
波多野喜右衛門

波多野 喜右衛門（はたの きえもん、1857年7月21日（安政4年6月1日）- 1937年（昭和12年）3月1日）は、明治時代後期から大正時代の政治家。衆議院議員。

## 経歴
尾張国東春日井郡、のちの篠岡村、現在の小牧市篠岡に生まれる。神谷梅峰に儒学を学ぶ。戸長、大草村長、篠岡村長、愛知県会議員、同参事会員を経て、1920年（大正9年）第14回衆議院議員総選挙で愛知県第5区から立憲政友会所属で出馬して当選し、1期務める。1921年（大正10年）12月15日、選挙法違反の判決により議員を辞した。